# Église Saint-Ronan de Locronan
Pour les articles homonymes, voir Église Saint-Ronan.
L'église Saint-Ronan est une église priorale située à Locronan (Finistère), ainsi que son annexe, la chapelle du Pénity, qui abrite le tombeau de saint Ronan.

## Historique
L'église a été construite entre 1430 et 1480 par les seigneurs du Nevet, avec les dons des ducs de Bretagne Jean V, Pierre II et François II. Elle est érigée à l'emplacement de la chapelle romane du prieuré fondé par Alain Canhiart, compte de Cornouaille, en 1031, et dépendant de l'abbaye Sainte-Croix de Quimperlé. Il ne reste aujourd'hui rien de ce premier édifice. Sa flèche, foudroyée par trois fois, fut définitivement démolie en 1808.
L'édifice fait l’objet d’un classement au titre des monuments historiques depuis 1846.
L'église est longue de 43 mètres. La largeur de l'édifice s'accroît au niveau des dernières travées du collatéral sud. La grosse tour occidentale, qui a perdu sa flèche, est précédée par un porche surélevé de plusieurs marches. Une chaire du XVIIe siècle se remarque à l'intérieur.
L'église fait l'objet d'une légère pente ascendante, qui est observable à l'entrée. il y a donc une sensation de montée jusqu'au chœur, ce qui est explicable par les contraintes géologiques. Les bâtisseurs auront préféré conserver ce devers au lieu de compenser par des marches à l'entrée, qui pourraient décourager le visiteur[réf. souhaitée].

## La chapelle du Pénity
À droite en entrant depuis le parvis, on trouve la chapelle du Pénity.
La tradition la désigne comme ayant été financée en 1530 par Renée de France, fille du roi Louis XII et d'Anne de Bretagne.
Elle est construire par Pierre Le Goaraguer, maitre d'œuvre de la cathédrale de Quimper, en annexe de l'église, à l'emplacement supposé de l'ancien ermitage de saint Ronan, pour lui servir de reliquaire. La chapelle est une construction à une nef, formée de trois travées, dont une seulement, celle de l'ouest, ne communique pas avec l'église Saint-Ronan.

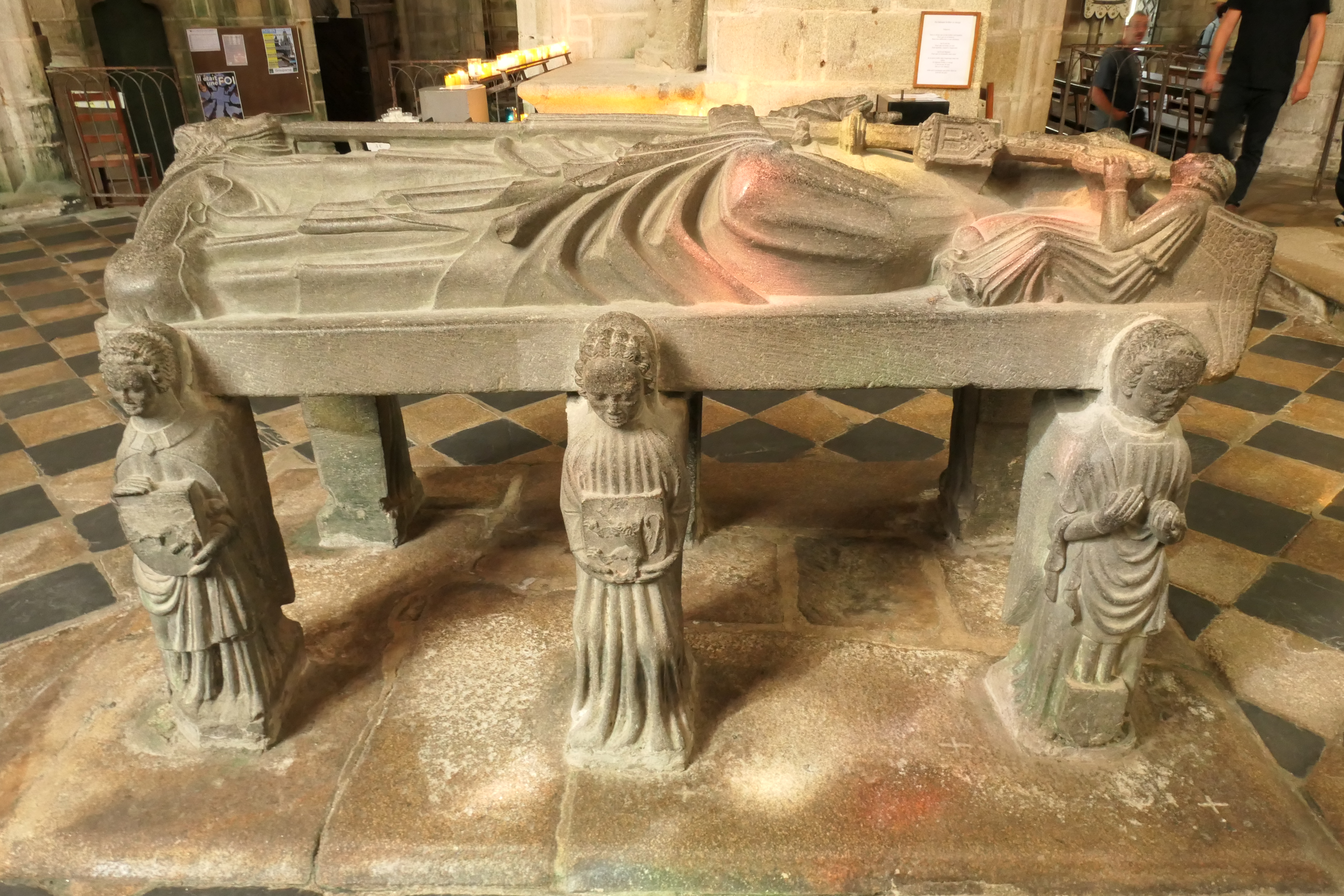
Cénotaphe de saint Ronan.

Le saint y est représenté par un cénotaphe en pierre de Kersanton de la première moitié du XVe siècle, composé d'un gisant reposant sur une dalle soutenue par six anges cariatides porteurs de blasons de la noblesse bretonne ; deux autres veillent à ses côtés. Le gisant du saint enfonce de la main gauche la hampe de sa crosse dans la gueule d'un monstre tandis que le crosseron est tenu par un ange, et il bénit de sa main droite. Ce gisant est placé au-dessus du caveau où se trouvent les reliques de saint Ronan. Le style général de ce cénotaphe suggère qu'il serait antérieur d'un demi-siècle à la réalisation de la chapelle du Pénity.

## Mobilier
- Deux bannières de processions (1953) peintes par Pierre Toulhoat
- Maître-Autel du début du XVIIIe siècle, avec tabernacle sculpté et doré, surmonté d'anges portant une croix
- Statues de saints locaux dans divers matériaux (pierre, bois polychromes, plâtre)
- Retable du Rosaire, sculpté en 1688 par l'Atelier Maurice Leroux de Landerneau, d'influence post-tridentine[9], restauré en 2015[10]. Encadré de colonnes torses, il est orné de 15 médaillons miniatures représentant les Mystères du Rosaire. Au centre, la Vierge Couronnée est entourée de saint Dominique et sainte Catherine de Sienne, fondateurs de l’Ordre Dominicain. La scène représente un thème récurrent dans l'art Sacré breton: La Donation du Rosaire[11] à saint Dominique et sainte Catherine. Autour d'eux, saint Joseph à gauche, et saint Joachim à droite.
- Chaire sculptée en 1707 par Louis Bariou et son gendre Guillaume Le Poupon, menuisiers et sculpteurs à Quimper. Cette chaire a été faite sur le modèle de celle de Crozon[12]. Neuf médaillons en bas-reliefs représente l'histoire et la légende de saint Ronan.
- Orgues récentes, de composition classique, de Benoist et Sarélot, 1983.

La liste complète des 30 objets et mobiliers classées est disponible sur la page de la notice du ministère de la Culture, plateforme POP (dans liens externes).

## Notoriété
Située au cœur d'une petite cité de caractère, l'église de Locronan est connue pour avoir été le décor de plusieurs films comme Les Chouans (1947) d'Henri Calef, Chouans ! de Philippe de Broca (1987), ou encore Tess (1979) de Roman Polanski.
Elle est le point de départ et d'arrivée de la Troménie de Locronan. La procession de la grande Troménie se déroule tous les six ans entre le deuxième et le troisième dimanche de juillet. La prochaine aura lieu en 2025. Les autres années a lieu la petite Troménie.
C'est également là qu'en 1984 est née l'Association de sauvegarde du patrimoine religieux en vie, à l'initiative du Père Dilasser, alors curé de Locronan, et soucieux d'offrir aux nombreux visiteurs des clefs de lecture de l'édifice.

## Galerie

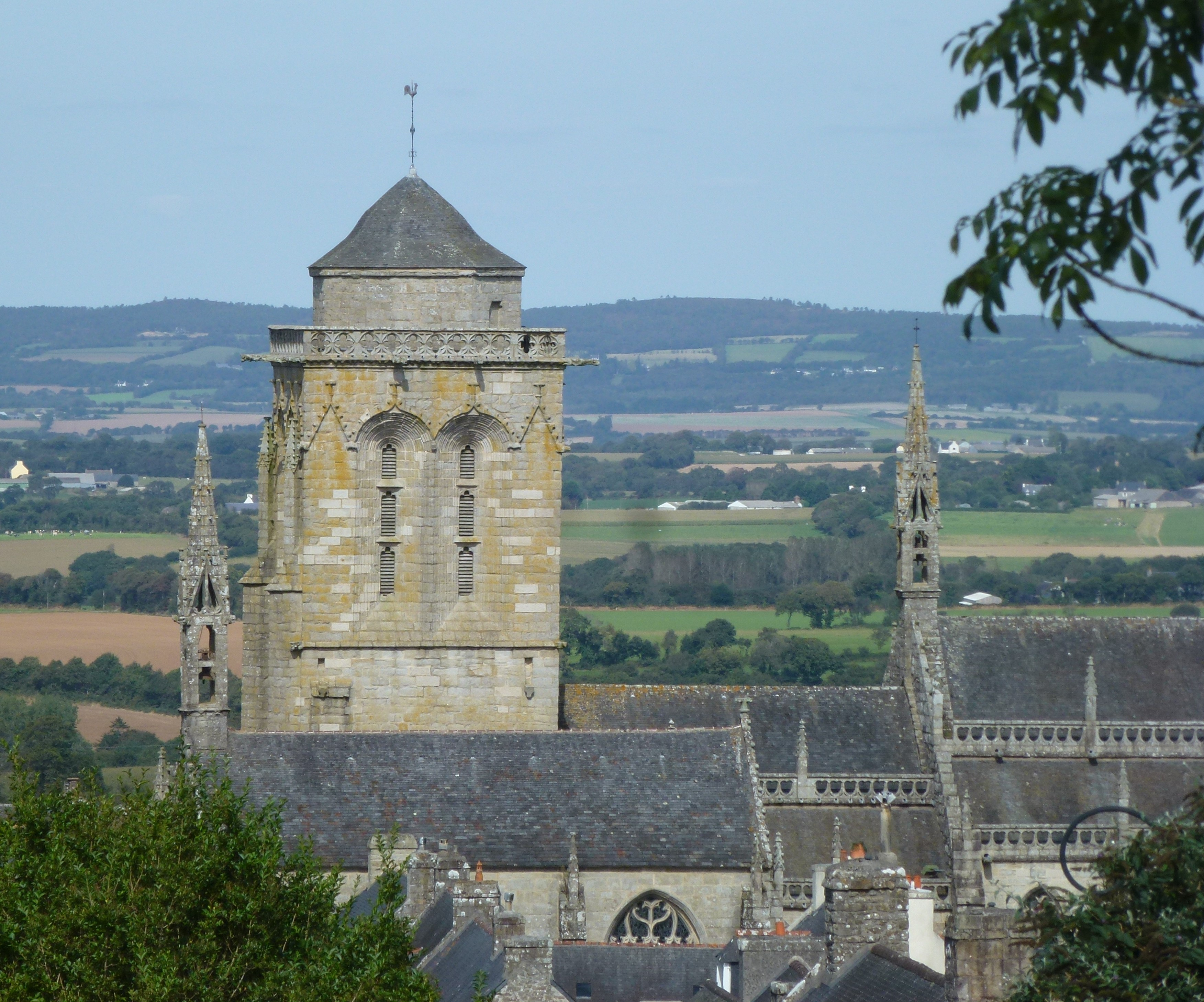
L'église Saint-Ronan.
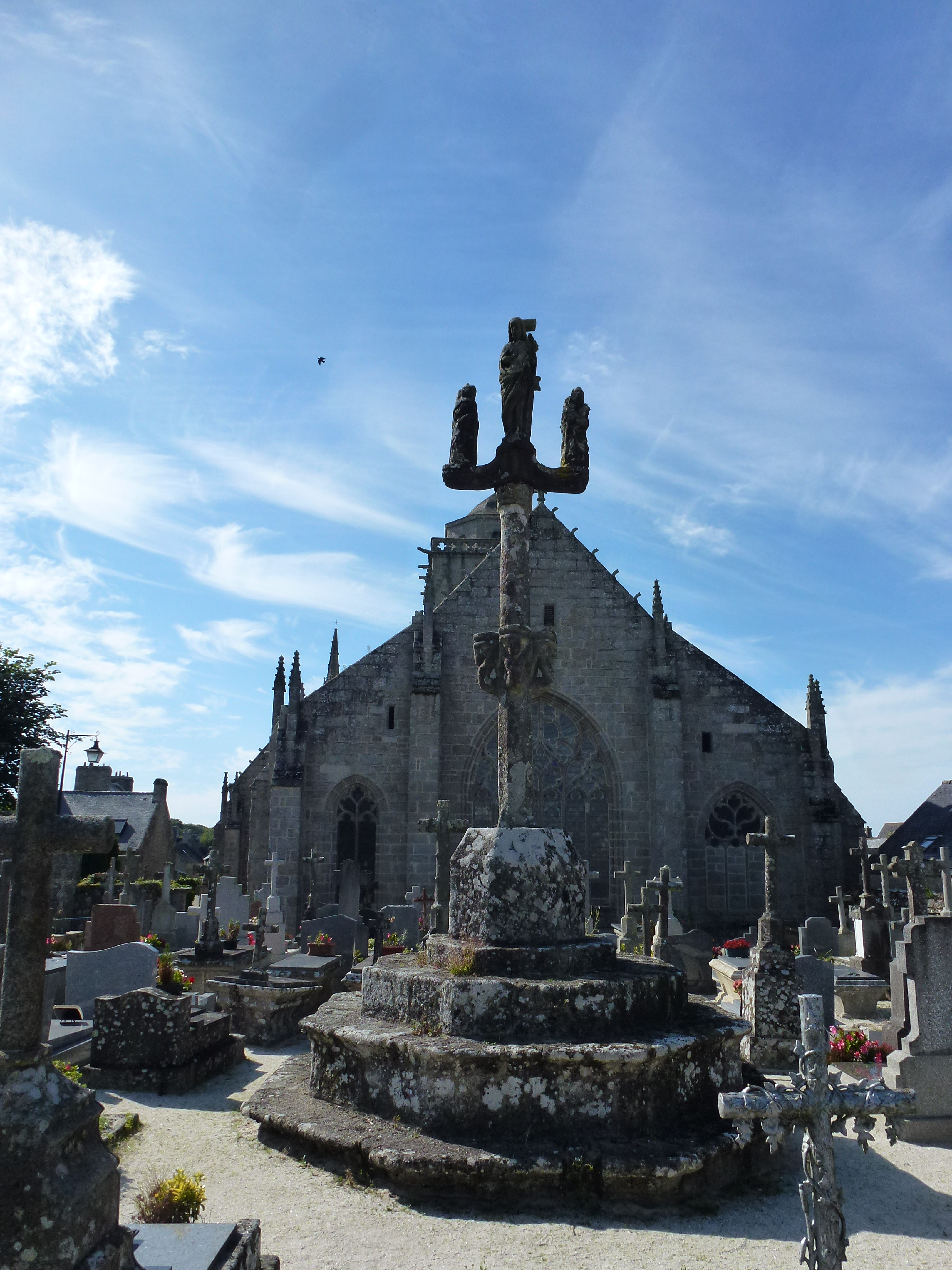
Le cimetière et l'église Saint-Ronan.
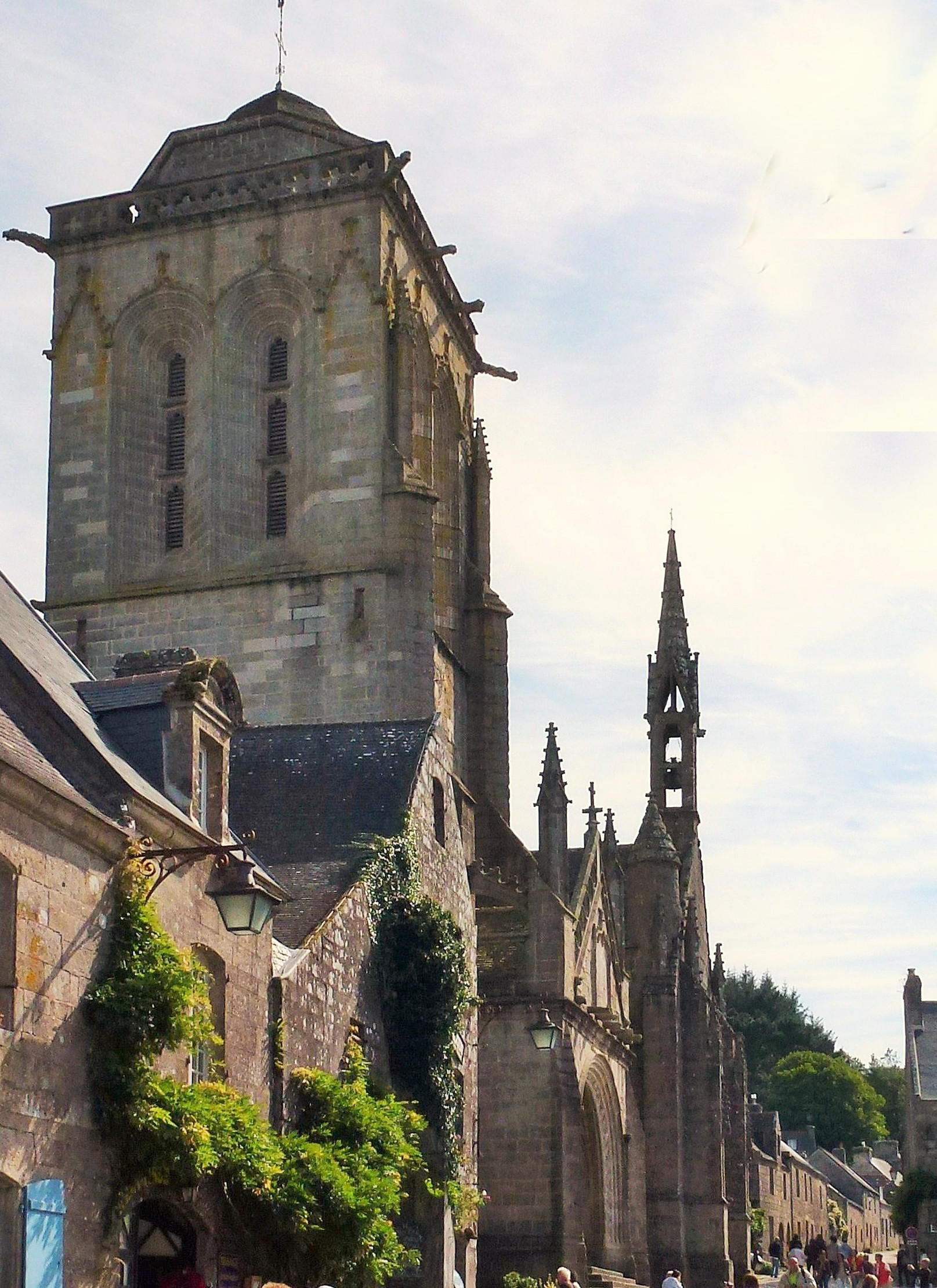
Le clocher.
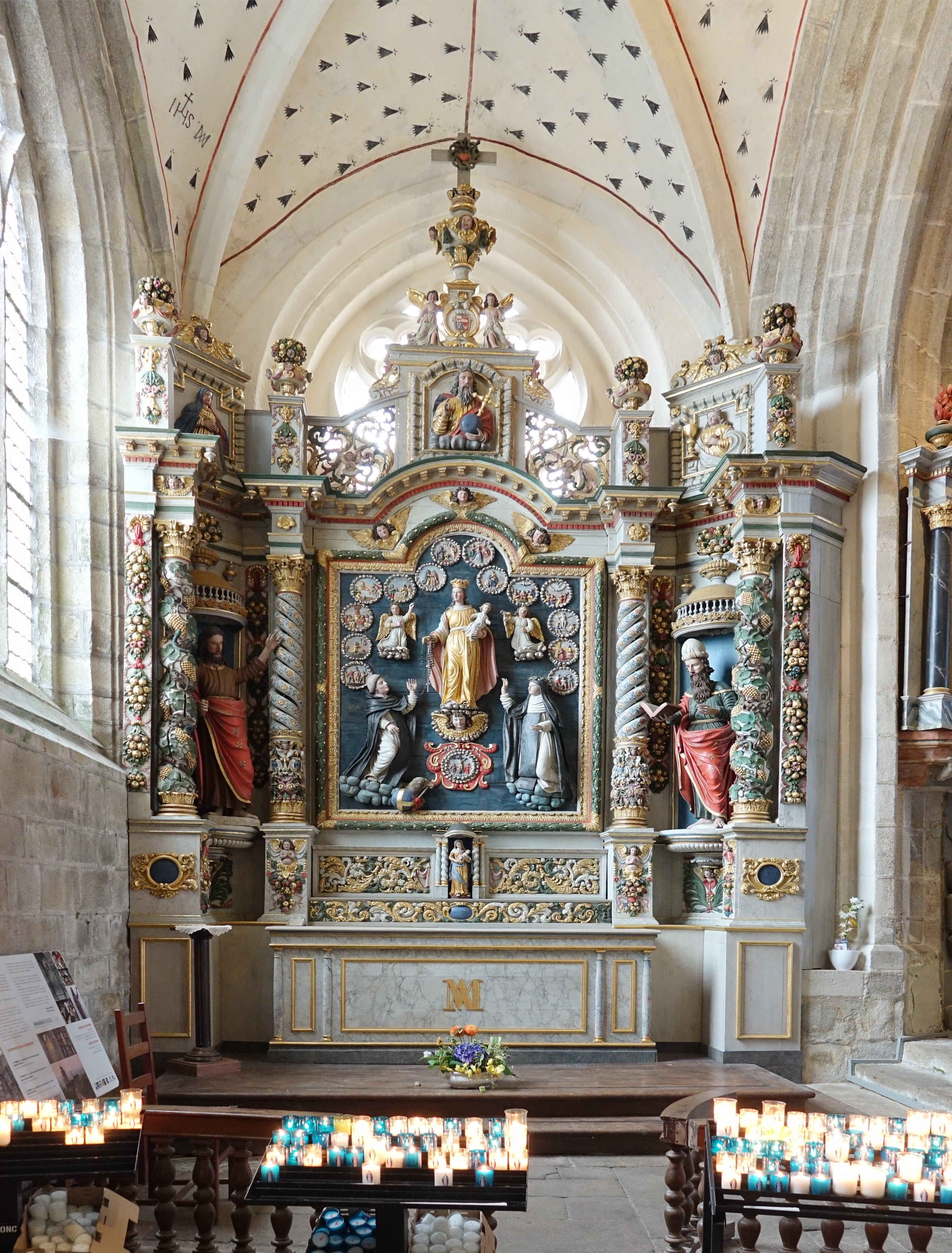
Retable du Rosaire.
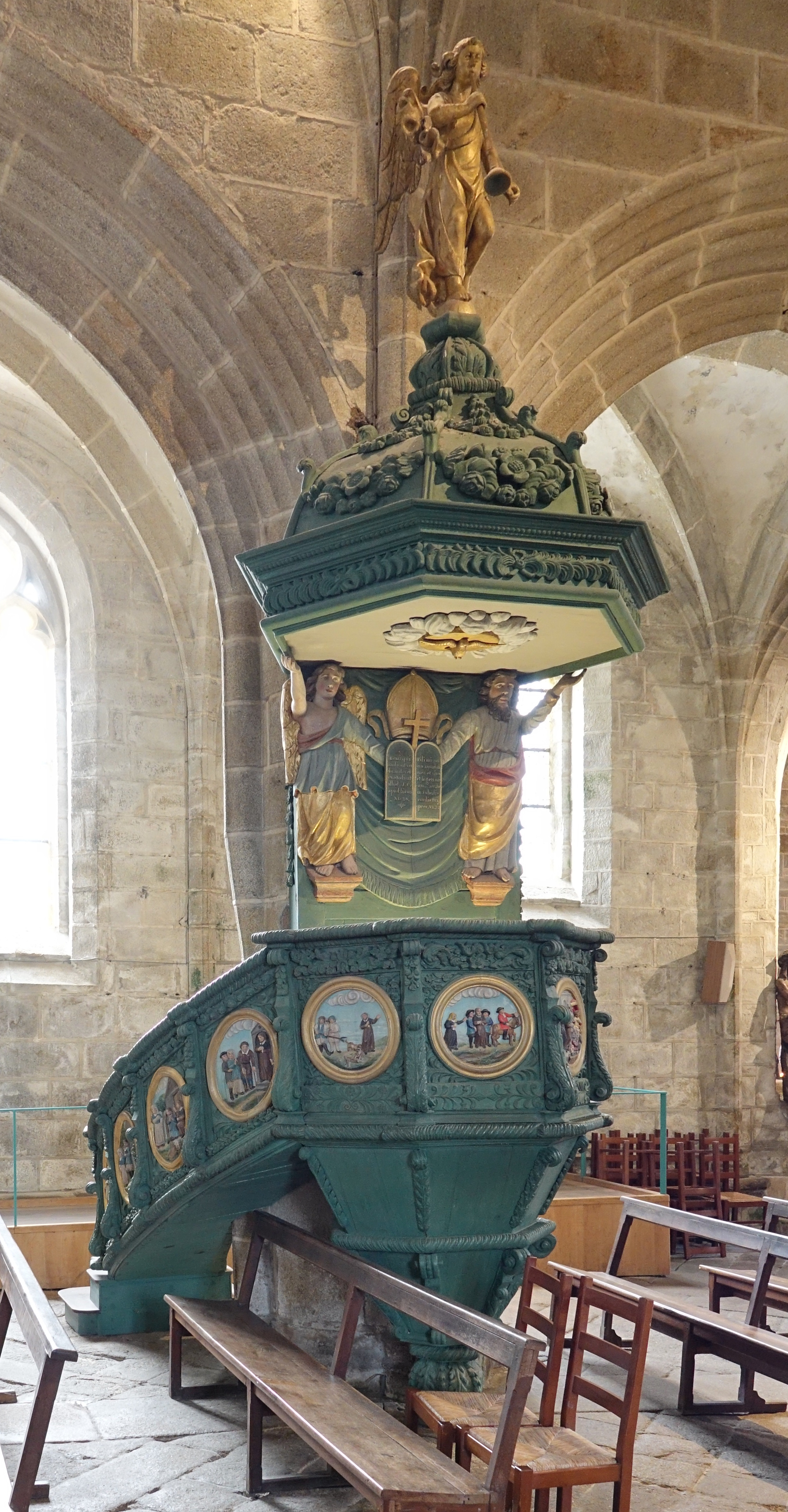
La chaire.
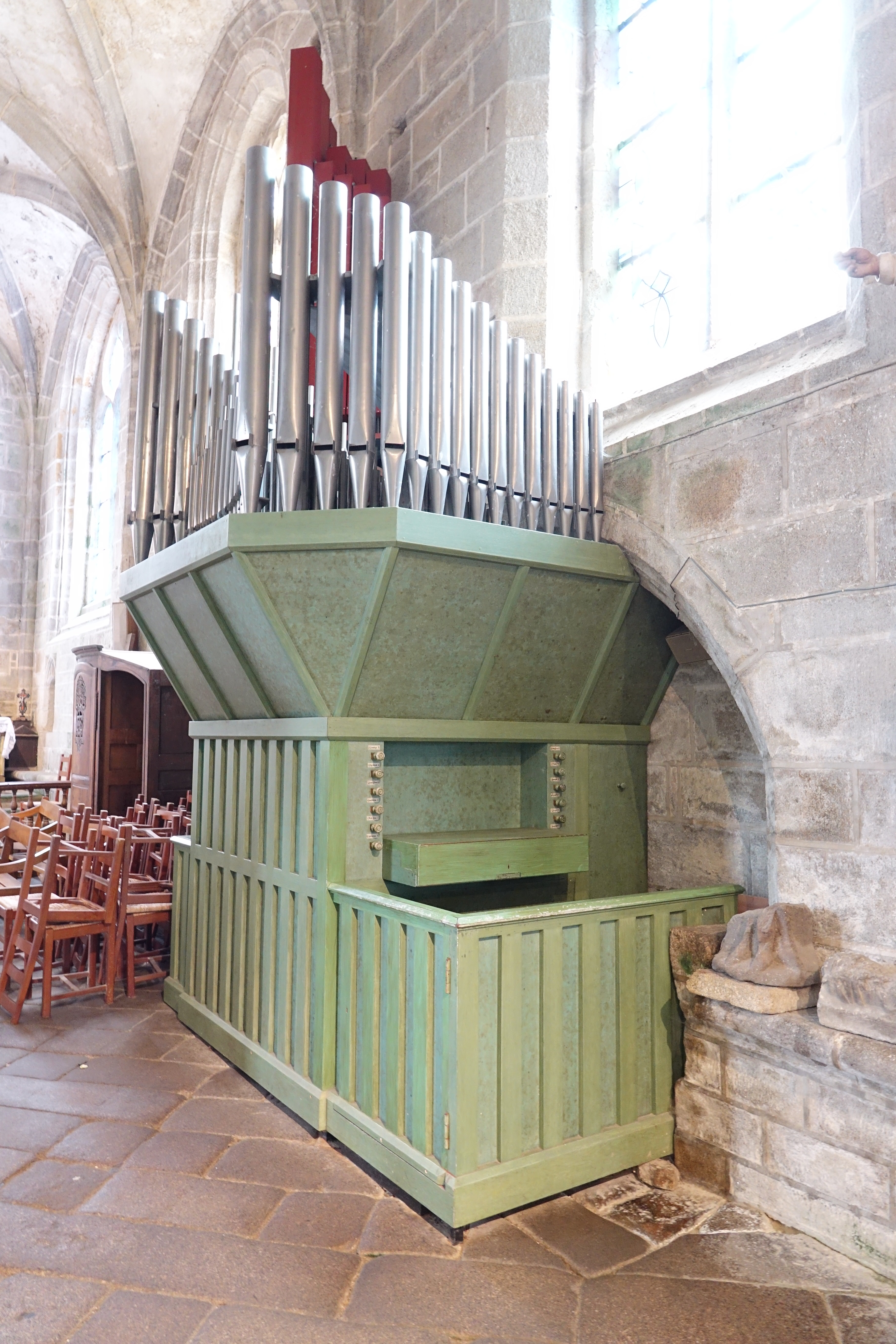
L'orgue.
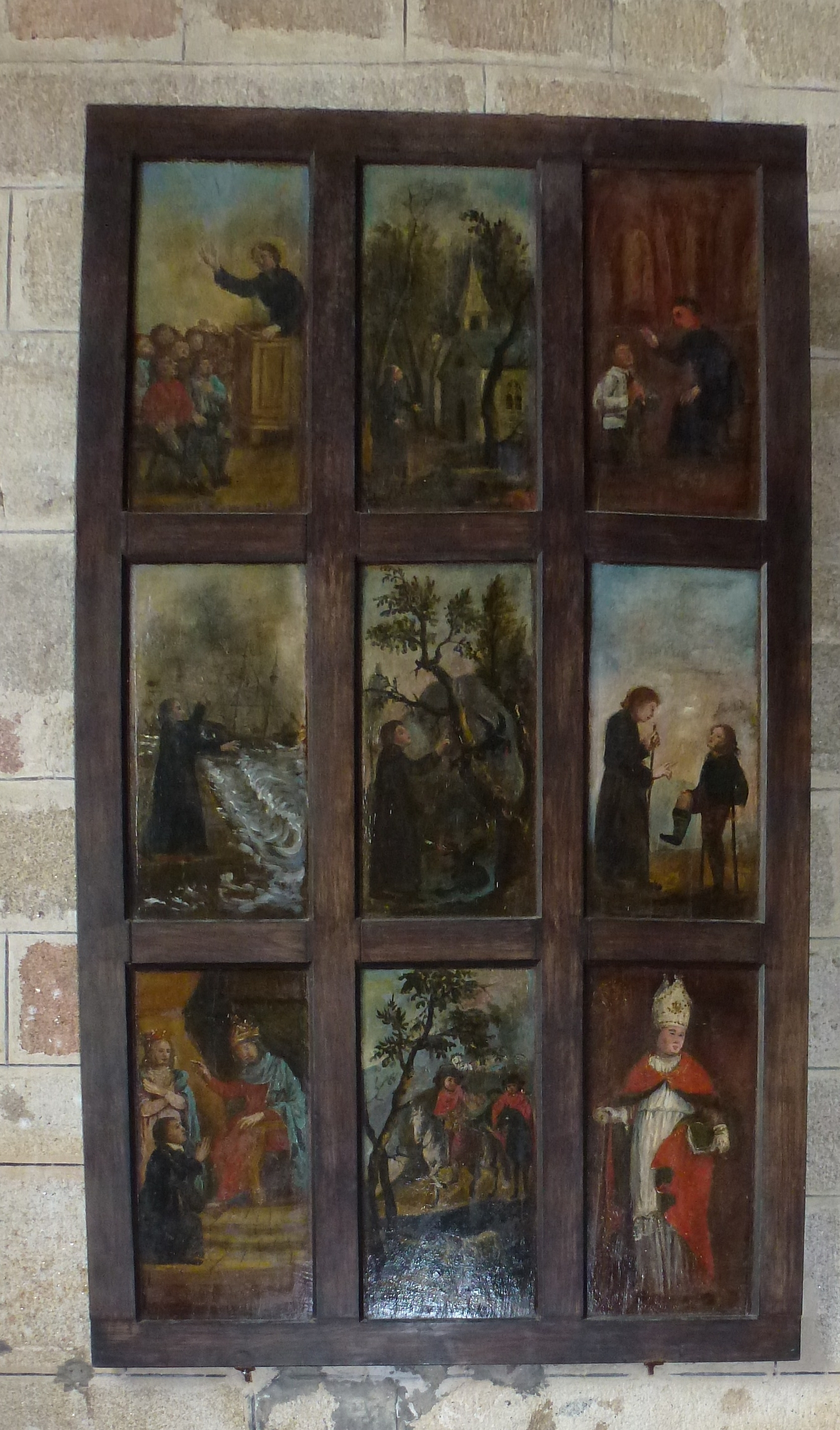
Peinture sur bois retraçant la vie de saint Ronan.